# Zatrucie katalizatora
Zatrucie katalizatora – częściowa lub całkowita dezaktywacja katalizatora, spowodowana przez niektóre reagujące z nim związki chemiczne („trucizny”), np. amoniak, fosforowodór, związki arsenu, związki siarki (siarkowodór, siarczki). Zatrucie katalizatora może być odwracalne albo nieodwracalne, przy czym szczególnie wrażliwe na zatrucia są katalizatory metaliczne. Zjawisko zatrucia katalizatora jest na ogół niepożądane, np. ołów z benzyny ołowiowej (etyliny) w postaci tetraetyloołowiu zatruwa i w efekcie niszczy katalizator spalin w samochodzie.